# Hans Mattern
Hans Mattern (? – ?) kétszeres Európa-bajnok és világbajnoki bronzérmes német nemzetiségű csehszlovák jégkorongozó.
Az 1929-es jégkorong-Európa-bajnokságon aranyérmes lett a csehszlovák válogatottal, mint a csapat egyik csatára. Az 1933-as jégkorong-világbajnokságon játszott utoljára nagy világeseményen és bronzérmes lett, valamint Európa-bajnok is, mert Európa-bajnokságnak is számított a világbajnokság.
Klubcsapata a Troppauer EV volt.